# A352 (motorväg, Tyskland)
A352 är en motorväg i Niedersachsen, Tyskland. Den förbinder motorvägarna A7 och A2 med varandra. Man kan endast färdas på vägen ifall man kommer från Hamburg och ska mot Dortmund eller tvärsom. Det finns inga avfarter/påfarter ifrån syd, respektive öst. Vägen är cirka 18 kilometer lång.
A352 förkortar resvägen med cirka 18 kilometer för trafiken som kommer från Hamburg och ska vidare mot Dortmund jämfört med om man hade svängt där A7 möter A2. Med avfarten/påfarten till förbundsvägen B522 kommer trafiken lättare in till centrum via Flughafenstraße och Vahrenwalder Straße.
Sträckan mellan T-korsningen Hannover-Nord och Trafikplats Kaltenweide invigdes 1969. Återstående del av vägen invigdes 1976.

## Trafikplatser
|  | Nummer | Skyltning                                                      | Distrikt/Stad   | Förbundsland  |
|  | ------ | -------------------------------------------------------------- | --------------- | ------------- |
|  | 1      | T-Korsning Hannover-Nord E 45 (Endast trafik till/från norr)   | Region Hannover | Niedersachsen |
|  |        |                                                                | Region Hannover | Niedersachsen |
|  |        |                                                                | Region Hannover | Niedersachsen |
|  | 2      | Langenhagen-Kaltenweide                                        | Region Hannover | Niedersachsen |
|  | 3      | Hannover-Flughafen (Norra delen)                               | Region Hannover | Niedersachsen |
|  | 3      | Hannover-Flughafen (Södra delen)                               | Region Hannover | Niedersachsen |
|  | 4      | Engelbostel                                                    | Region Hannover | Niedersachsen |
|  | 5      | T-Korsning Hannover-West E 30 (Endast trafik till/från väster) | Region Hannover | Niedersachsen |